# Anthrenus kubistai
Anthrenus kubistai là một loài bọ cánh cứng trong họ Dermestidae. Loài này được Háva & Votruba miêu tả khoa học năm 2005.